# Xian de Pingchang
Le xian de Pingchang (平昌县 ; pinyin : Píngchāng Xiàn) est un district administratif de la province du Sichuan en Chine. Il est placé sous la juridiction de la ville-préfecture de Bazhong.

## Démographie
La population du district était de 891 688 habitants en 1999.